# Józef Mirosław Życiński
Józef Mirosław Życiński (Nowa Wieś, 1º settembre 1948 – Roma, 10 febbraio 2011) è stato un arcivescovo cattolico polacco.

## Biografia
Józef Mirosław Życiński nacque a Nowa Wieś, un villaggio del comune di Rozprza, il 1º settembre 1948. Suo fratello, il padre salesiano Wojciech, fu un teologo specialista in mariologia e vicerettore della Pontificia Accademia di Teologia di Cracovia.

### Formazione e ministero sacerdotale
Dal 1962 al 1966 studiò al Liceo "Boleslao I il Coraggioso" di Piotrków Trybunalski, dove superò l'esame di maturità.
Dal 1966 al giugno del 1972 studiò filosofia e teologia presso la Pontificia Facoltà di Teologia di Cracovia, dove conseguì la laurea magistrale in teologia con una tesi intitolata "Problemi dell'inizio assoluto dell'universo temporale e teoria della sua espansione". Ricevette la formazione sacerdotale presso il seminario maggiore teologico di Cracovia.
Il 19 giugno 1971 fu ordinato diacono per la diocesi di Częstochowa da monsignor Franciszek Musiel, vescovo ausiliare di Częstochowa. Il 21 maggio dell'anno successivo venne ordinato presbitero per la medesima sede nella cattedrale diocesana da monsignor Stefan Bareła.
Dal 1974 proseguì gli studi presso la Pontificia Facoltà di Teologia di Cracovia e nel 1976 ottenne il dottorato in teologia con una tesi intitolata "Implicazioni filosofiche delle implicazioni fisiche dello stato speciale dei modelli cosmologici". Nel 1977 conseguì la laurea magistrale in filosofia cristiana presso l'Accademia di Teologia Cattolica di Varsavia. Nel 1978 ottenne il dottorato in filosofia con una elaborato intitolato "Aspetti filosofici della singolarità cosmologica iniziale". Seguì dei corsi anche presso l'Università Cattolica d'America a Washington e l'Università Cattolica di Lovanio.
Nel 1980, sulla base della sua tesi "Semplicità e disconfermabilità come criteri euristici in cosmologia relativistica", conseguì l'abilitazione in filosofia della scienza presso la Pontificia Facoltà di Teologia di Cracovia. L'anno successivo divenne professore associato e nel 1988 professore ordinario di filosofia.
Tra il 1974 e il 1978 fu prefetto e tra il 1979 e il 1983 prefetto degli studi presso il seminario teologico maggiore di Cracovia. Presso questa istituzione tenne conferenze su diverse discipline quali filosofia della natura e filosofia della scienza. Tenne anche relazioni sulla storia della filosofia presso l'Istituto Teologico di Częstochowa.
Dal 1974 al 1978 fu assistente aggiunto e poi assistente senior presso la Pontificia Facoltà di Teologia di Cracovia. Nel 1980 fondò il Dipartimento di logica e metodologia della Pontificia Facoltà di Teologia di Cracovia che diresse fino al 1997. Dal 1982 al 1985 fu vice-preside della Facoltà di filosofia di quell'ateneo e dal 1988 al 1990 preside della stessa. Nel 1988 divenne professore alla Pontificia Accademia di Teologia Cattolica di Varsavia. Fece parte del Centro di ricerca interdisciplinare di questa università.
Prestò servizio pastorale come vicario parrocchiale della parrocchia della Visitazione della Beata Vergine Maria a Wieluń dal 1972 al 1973 e della parrocchia di Santa Maria Maddalena a Gidlach dal 1973 al 1974 e cappellano del suore canonichesse dello Spirito Santo a Cracovia.
Fu membro del collegio dei consultori della diocesi di Częstochowa.

### Ministero episcopale

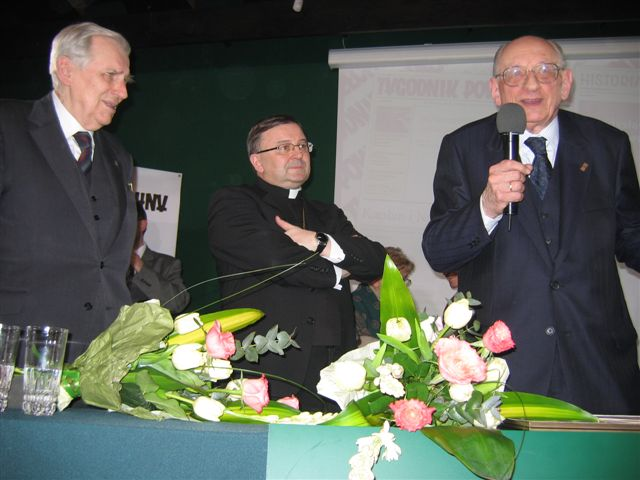
Da sinistra: Wiesław Chrzanowski, Józef Życiński e Władysław Bartoszewski in un'immagine del 2007)

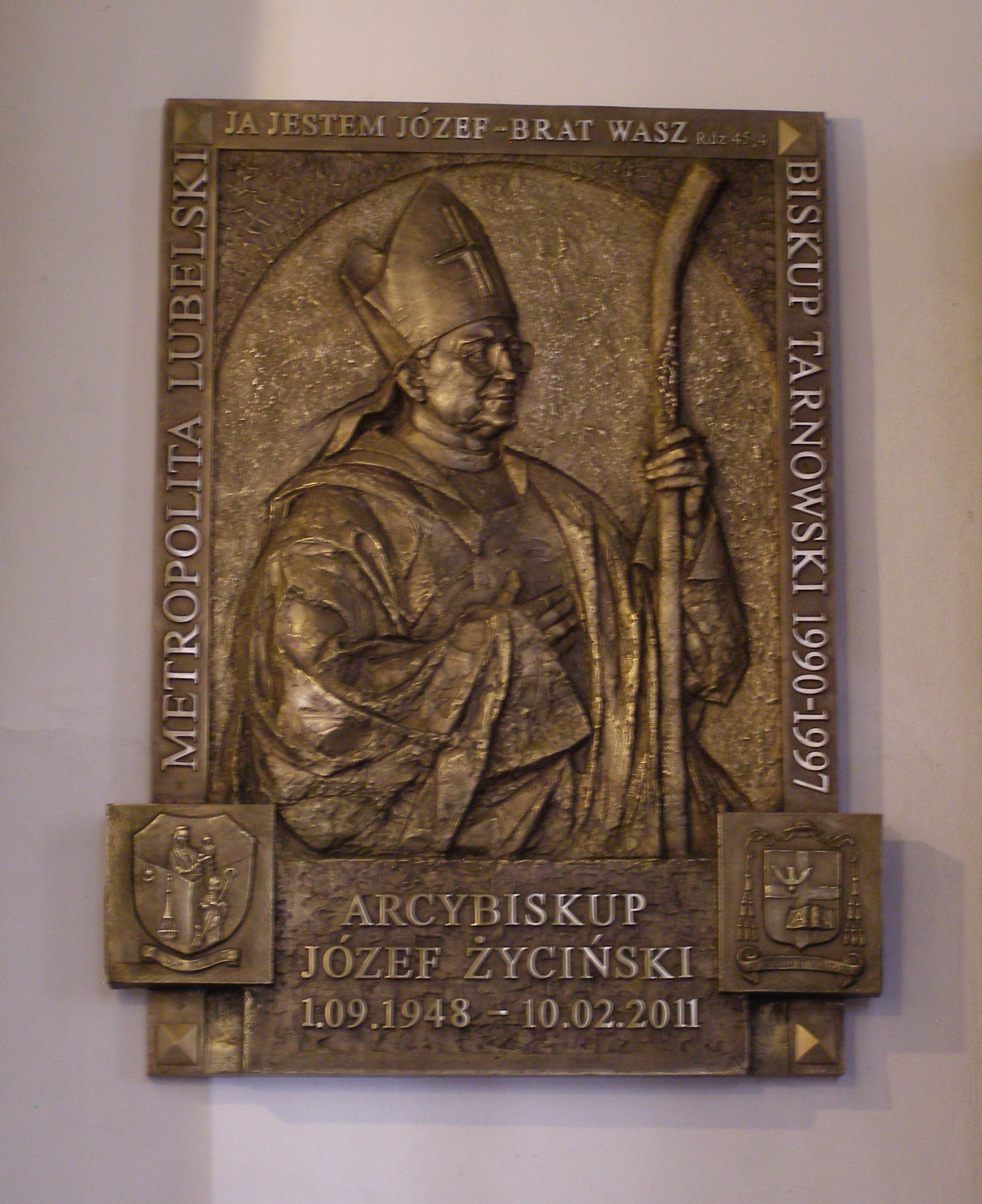
Epitaffio in onore di Józef Życiński nella cattedrale di Tarnów.

Il 29 settembre 1990 papa Giovanni Paolo II lo nominò vescovo di Tarnów. Ricevette l'ordinazione episcopale il 4 novembre successivo nella basilica cattedrale della Natività della Beata Vergine Maria a Tarnów dal cardinale Franciszek Macharski, arcivescovo metropolita di Cracovia, co-consacranti il vescovo di Częstochowa Stanisław Nowak e quello di Przemyśl Ignacy Marcin Tokarczuk. Come motto episcopale scelse l'espressione "In Spiritu et veritate".
Fondò l'Istituto teologico diocesano di Tarnów, la casa editrice diocesana Biblos e Radio Dobra Nowina.
Nel 1994, mentre si recava alla cattedrale di Tarnów, dove doveva celebrare la Santa Messa, fu colpito alla tempia con una pietra 
 da un uomo in cura psichiatrica. Poco dopo ricevette un telegramma di solidarietà dal pontefice. Dopo aver appreso che la madre dell'aggressore era stata stigmatizzata dai vicini per l'atto del figlio, si recò nella parrocchia locale, la abbracciò pubblicamente durante la Santa Messa e in un sermone fece appello alla riconciliazione con lei.
Il 14 giugno 1997 lo stesso pontefice lo promosse arcivescovo metropolita di Lublino. Prese possesso dell'arcidiocesi il 29 dello stesso mese con una cerimonia tenutasi nella cattedrale dei Santi Giovanni Battista e Giovanni Evangelista a Lublino durante la quale gli fu conferito anche il pallio, simbolo degli arcivescovi metropoliti.
Fu anche gran cancelliere dell'Università Cattolica di Lublino. Dal 1998 al 2011 ricoprì l'ufficio di direttore del Dipartimento di relazioni tra scienza e fede della Facoltà di filosofia del medesimo ateneo.
Organizzò e ospitò tre congressi di cultura cristiana che si tennero a Lublino nel 2000, nel 2004 e nel 2008.
In seno alla Conferenza episcopale polacca fu membro del consiglio principale (noto come consiglio permanente dal 1996), presidente del consiglio per l'apostolato dei laici e l'équipe per le borse di studio scientifiche e linguistiche, membro del comitato per la dottrina della fede, membro della commissione pastorale, membro dell'equipe di Azione Cattolica e dell'equipe per i contatti con il governo. Fu anche membro della commissione mista dell'episcopato polacco e del governo e moderatore del consiglio nazionale dei laici cattolici. Divenne anche membro del consiglio maggiore del secondo sinodo plenario nazionale. Nel 1993 fu uno dei fondatori dell'Agenzia di informazione cattolica e poi fu presidente del suo consiglio di programma. Sostenne attivamente la campagna di Renovabis, un'organizzazione umanitaria registrata dalla Chiesa cattolica romana in Germania avente lo scopo di rafforzare le Chiese e le società nell'Europa centrale, orientale e sudorientale.
Il 17 ottobre 1993 il pontefice lo nominò membro del Pontificio consiglio della cultura per un quinquennio. Il 19 ottobre 1998 venne confermato membro per un altro quinquennio. Il 27 giugno 1994 papa Giovanni Paolo II lo nominò anche membro della Congregazione per l'educazione cattolica per un quinquennio e successivamente venne confermato membro del dicastero fino alla sua morte. Fu anche consigliere della commissione interdicasteriale permanente per una distribuzione più equa dei sacerdoti nel mondo. Tra il 1999 e il 2005 fece parte del gruppo di lavoro congiunto della Chiesa cattolica e del Consiglio ecumenico delle Chiese.
Nel 1997 venne nominato membro del consiglio presinodale che preparò la II assemblea speciale per l'Europa del Sinodo dei vescovi tenutasi nella Città del Vaticano dal 1º al 23 ottobre 1999 sul tema "Gesù Cristo, vivente nella sua Chiesa, sorgente di speranza per l'Europa". Prese parte alla celebrazione del Sinodo e collaborò nella stesura dell'esortazione apostolica Ecclesia in Europa.
Collaborò nella preparazione del giubileo degli scienziati, celebrato nell'ambito del Grande Giubileo del 2000, dal 23 al 25 maggio 2000.
Nel dicembre del 2005 compì la visita ad limina.
Tenne conferenze sia in patria che all'estero. Partecipò a simposi nazionali e internazionali sulla filosofia delle scienze specifiche (scienze naturali e del linguaggio), la filosofia di Dio, nonché la riflessione sull'uomo e sulla società.
I suoi interessi scientifici riguardavano: il naturalismo metodologico, il teismo evoluzionista, la filosofia del processo, il campo della razionalità, la natura matematica della natura, il comportamento emergente e l'evoluzionismo. Si occupò anche dell'integrazione europea contemporanea e del rapporto della Chiesa cattolica romana con l'Unione Europea.
Scrisse oltre 50 libri e circa 350 articoli sui temi della filosofia e del dialogo tra cristianesimo e pensiero contemporaneo pubblicati su riviste specialistiche nazionali ed estere in inglese, tedesco, italiano, francese, spagnolo, russo, slovacco e ungherese. Avviò la pubblicazione della collana di quaderni "Zagadnienia Filosophiczne w Nauce" presso la Pontificia Accademia di Teologia di Cracovia, la sua edizione inglese "Philosophy in Science" (frutto della collaborazione tra Pontificia Accademia di Teologia di Cracovia, l'Osservatorio Vaticano e l'Università di Tucson) e la collana "Philosophy in Science Library" (Osservatorio Vaticano). Tenne dei corsi all'Università della California a Berkeley, all'Università Cattolica d'America a Washington, all'Università Cattolica Australiana e all'Università di Oxford. Tra il 2006 e il 2007 fu professore invitato presso il The Nanovic Institute for European Studies dell'Università di Notre Dame.
Fu membro dell'Accademia europea delle scienze e delle arti di Salisburgo, membro straniero dell'Accademia russa delle scienze e membro della commissione di biologia evolutiva e teorica dell'Accademia delle scienze polacca e membro della commissione filosofica della stessa. Fece parte anche del consiglio scientifico della John Templeton Foundation che assegna il Premio Templeton.
Monsignor Życiński era considerato la voce della Chiesa più importante nella vita pubblica in Polonia e nei mezzi di comunicazione polacchi. Era considerato il principale rappresentante dell'ala liberale nella Chiesa cattolica in Polonia e si oppose con veemenza all'antisemitismo. Fu garante della riconciliazione e si impegnò nel dialogo ecumenico con gli ortodossi, tra cristiani ed ebrei e tra cristiani e musulmani. Fece parte del consiglio della Fondazione Auschwitz-Birkenau.
A causa del suo atteggiamento liberale, Życiński criticò l'ala nazional-cattolica della Chiesa polacca. Era contrario all'alleanza di Radio Maryja con i partiti nazionalisti di destra, si rivolse anche energicamente contro le notizie calunniose sul premier Donald Tusk circa un presunto "nonno nella Wehrmacht". Naturalmente, questo atteggiamento portò il presule a ricevere a molte critiche in Polonia.
Nel 2005 gli venne conferita la medaglia Gloria Artis d'oro. Con decisione del Presidente della Repubblica di Polonia Bronisław Komorowski del 17 febbraio 2011 fu insignito postumo della gran croce dell'Ordine della Polonia Restituta "per gli eccezionali servizi nell'attività pastorale e i risultati nel lavoro scientifico e didattico, per la testimonianza cristiana dell'umanesimo e della tolleranza".
Nel 1997 gli fu conferita la cittadinanza onoraria di Tarnów.
Ricevette dottorati honoris causa dall'Accademia di Agraria di Lublino nel 2004, dall'Università Jagellonica di Cracovia nel 2005 e dall'Accademia di Medicina di Lublino nel 2007.
Nel 2004 vinse il Premio "Padre Idzi Radziszewski". Inoltre, venne insignito del Premio Fenomeno della rivista Przekrój nel 2004, della Medaglia di San Giorgio di Tygodnik Powszechny nel 2005 e del titolo di uomo dell'anno dal giornale Gazeta Wyborcza nel 2007.
Nel 2007 divenne membro onorario dell'associazione studentesca cattolica Markomannia im KV di Münster, città gemellata con Lublino. Il 5 maggio di quell'anno l'associazione gli conferì la medaglia Georg von Hertling per i suoi servizi, in particolare per i suoi sforzi per promuovere la comprensione tra tedeschi e polacchi.
Morì nella sua stanza alla Domus Romana Sacerdotalis di Roma il 10 febbraio 2011 all'età di 62 anni per un infarto. Da tempo soffriva di ipertensione. Stava partecipando ai lavori della plenaria della Congregazione per l'educazione cattolica. Il 12 febbraio alle ore 18 monsignor Józef Kowalczyk, arcivescovo metropolita di Gniezno e primate di Polonia, celebrò una messa in suffragio nella chiesa di Santo Stanislao dei Polacchi. Le esequie si tennero il 19 febbraio nella cattedrale dei Santi Giovanni Battista e Giovanni Evangelista a Lublino e furono presiedute da monsignor Celestino Migliore, nunzio apostolico in Polonia. L'omelia venne pronunciata dal cardinale Kazimierz Nycz, arcivescovo metropolita di Varsavia. Al termine del rito la salma venne tumulata nella cripta dello stesso edificio.

## Opere
Libri selezionati, secondo i siti web di Znak, Petrus, UMCS, KUL, Gaudium e Copernicus Center Press e dela Biblioteca Nazionale:

### Filosofia della scienza e della religione
1. 1980: Wszechświat i filozofia, wraz z Michałem Hellerem, Polskie Towarzystwo Teologiczne, Kraków
  - 1986: 2ª edizione,
  - 2015: ristampa, CC Press, ISBN 978-83-7886-163-8.
2. 1983: Język i metoda, Znak
3. 1983: Drogi myślących, wraz z Michałem Hellerem, PTT, ISBN 83-0000-593-5.
  - 1985: 2ª edizione, ISBN 83-0000-593-5.
4. 1985: Teizm i filozofia analityczna. Tom I, Znak, ISBN 83-7006-074-9.
  - 1986: volume II
5. 1988: Wszechświat: maszyna czy myśl? Filozofia mechanicyzmu: powstanie, rozwój, upadek, wraz z Michałem Hellerem, PTT, ISBN 83-8501-733-X.
  - 1996: 2ª edizione, Biblos,
  - 2014: ristampa, CC Press, ISBN 978-83-7886-105-8.
6. 1988: Głębia bytu, W Drodze, ISBN 83-8500-863-2.
7. 1989: W kręgu nauki i wiary, Calvarianum
8. 1990: Trzy kultury. Nauki przyrodnicze, humanistyka i myśl chrześcijańska, W Drodze, ISBN 83-7033-184-X.
9. 1990: Dylematy ewolucji, wraz z Michałem Hellerem, PTT, ISBN 83-8501-745-3.
  - 1996: 2ª edizione, Biblos, ISBN 83-8538-095-7.
  - 2016: 3ª edizione, con Mateuszem Hoholem, Łukaszem Kwiatkiem, Tadeuszem Pietruchą i Kingą Wołoszyn, CC Press, ISBN 978-83-7886-212-3.
10. 1991: Sprawa Galileusza, Znak, ISBN 83-7006-077-3 (wybór tekstów źródłowych)
11. 1992: Ułaskawianie natury, Znak, ISBN 83-7006-143-5.
12. 1992: Bóg Abrahama i Bóg Whiteheada, Biblos, ISBN 83-8538-003-5.
13. 1993: Granice racjonalności. Eseje z filozofii nauki, PWN, ISBN 83-0111-080-5.
  - 2013: 2ª edizione, Petrus, ISBN 978-83-7720-156-5.
14. 1996: Elementy filozofii nauki, Biblos, ISBN 83-8538-093-0.
  - 2015: 2ª edizione, CC Press, ISBN 978-83-7886-141-6.
15. 2000: Inspiracje chrześcijańskie w powstaniu nauki nowożytnej, KUL, ISBN 83-2280-798-8.
16. 2001: Bóg postmodernistów. Wielkie pytania filozofii we współczesnej krytyce moderny, KUL, ISBN 83-2280-906-9.
17. 2002: Bóg i ewolucja. Podstawowe pytania ewolucjonizmu chrześcijańskiego, TN KUL, ISBN 83-7306-054-5.
18. 2008: Medytacje filozoficzne, Petrus, ISBN 978-83-9272-676-0.
19. 2009: Wszechświat emergentny. Bóg w ewolucji przyrody, KUL, ISBN 978-83-7363-928-7.
20. 2010: Matematyczność przyrody, wraz z Michałem Hellerem, Petrus, ISBN 978-83-7720-192-3.
21. 2011: Bóg i stworzenie. Zarys teorii ewolucji, Gaudium, ISBN 978-83-7548-066-5.
22. 2013: Struktura rewolucji metanaukowej, CC Press, ISBN 978-83-7886-022-8.
23. 2013: Świat matematyki i jej materialnych cieni, CC Press, ISBN 978-83-7886-012-9.
24. 2014: Transcendencja i naturalizm, CC Press, ISBN 978-83-7886-073-0

### Pastorale e altro
1. 1985: Listy do Nikodema i inne przypowieści, Contans, Wrocław
2. 1989: Pisma z kraju Ubu, Niezależna Oficyna Wydawnicza, Warszawa
3. 1996: Sacrum i kultura, Biblos, ISBN 83-8538-087-6.
4. 1997: Na zachód od domu niewoli, W Drodze, ISBN 83-7033-241-2.
5. 1997: Ziarno samotności, Znak, ISBN 83-7006-559-7.
6. 1998: Niewidzialne światło, intervista condotta da D. Zańko e Jarosław Gowin, ISBN 83-7006-669-0.
  - 2003: 2ª edizione, ISBN 83-2400-245-6.
  - 2011: 3ª edizione, ISBN 978-83-2401-597-9.
7. 1997: Uczestnicy Bożych tajemnic. Konferencja o kapłaństwie, Biblos, ISBN 83-8688-923-3.
8. 1998: Europejska wspólnota ducha. Zjednoczona Europa w nauczaniu Jana Pawła II, ATK, ISBN 83-8573-777-4.
9. 1999: Wartości w eterze, UMCS, ISBN 83-2271-473-4.
10. 1999: Bruderszaft z Kainem. Medytacje nad moralnym spadkiem po PRL, W Drodze, Poznań, ISBN 83-7033-275-7.
11. 2000: Pożegnanie z Nazaretem. Duchowość Ewangelii wobec wyzwań współczesności, Gaudium, ISBN 83-8714-386-3.
12. 2000: Kuszenie pana Cogito, UMCS, ISBN 83-2271-584-6.
  - 2001: 2ª edizione, ISBN 83-2271-584-6.
13. 2001: Droga krzyżowa. Rozważania, Gaudium, ISBN 83-8714-391-X.
14. 2001: Pan Cogito czy Mister Tarzan, UMCS, ISBN 83-2271-822-5.
15. 2003: Listy do Nikodema & teksty wojenne, Gaudium, ISBN 83-8861-596-3.
16. 2003: Od Manhattanu do Emaus, UMCS, ISBN 83-2272-046-7.
17. 2003: Wiara wątpiących, Wydawnictwo Literackie, ISBN 83-0803-398-9.
18. 2004: Samotność wśród liberałów, UMCS, ISBN 83-2272-321-0.
19. 2004: Godność i medycyna, Gaudium, ISBN 83-8861-591-2.
20. 2005: Odyseusz czy playboy? Kulturowa odyseja człowieka, Wydawnictwo Literackie, ISBN 83-0803-793-3.
21. 2005: Okruchy słowa, Gaudium, ISBN 83-8965-938-7.
22. 2006: Światło i błękit. Paradoksy wierności, UMCS, ISBN 83-2272-515-9.
23. 2008: Okruchy nadziei, Gaudium, ISBN 978-83-8965-994-1.
24. 2009: Spotkania akademickie, Petrus, ISBN 978-83-6153-380-1.
25. 2009: Szlakiem miłości. Rozważania, Petrus, ISBN 978-83-6153-372-6.
26. 2010: Pasja wiedzy, wraz z Michałem Hellerem, Petrus, ISBN 978-83-7720-172-5.
27. 2010: Okruchy wartości, Gaudium, ISBN 978-83-7548-053-5.
28. 2012: Świat musi mieć sens. Przerwana rozmowa arcybiskupa Józefa Życińskiego i Aleksandry Klich, Agora, ISBN 978-83-2680-703-9.
29. 2012: Okruchy myśli, Wydawnictwo Archidiecezji Lubelskiej „Gaudium”, ISBN 978-83-7548-118-1.
30. 2015: Znaleźliśmy Jezusa!, Gaudium, ISBN 978-83-7548-276-8

## Genealogia episcopale e successione apostolica
La genealogia episcopale è:
- Cardinale Scipione Rebiba
- Cardinale Giulio Antonio Santorio
- Cardinale Girolamo Bernerio, O.P.
- Arcivescovo Galeazzo Sanvitale
- Cardinale Ludovico Ludovisi
- Cardinale Luigi Caetani
- Cardinale Ulderico Carpegna
- Cardinale Paluzzo Paluzzi Altieri degli Albertoni
- Papa Benedetto XIII
- Papa Benedetto XIV
- Papa Clemente XIII
- Cardinale Enrico Benedetto Stuart
- Papa Leone XII
- Cardinale Chiarissimo Falconieri Mellini
- Cardinale Camillo Di Pietro
- Cardinale Mieczysław Halka Ledóchowski
- Cardinale Jan Maurycy Paweł Puzyna de Kosielsko
- Arcivescovo Józef Bilczewski
- Arcivescovo Bolesław Twardowski
- Arcivescovo Eugeniusz Baziak
- Papa Giovanni Paolo II
- Cardinale Franciszek Macharski
- Arcivescovo Józef Mirosław Życiński

La successione apostolica è:
- Vescovo Artur Ważny (1991)
- Vescovo Leszek Leszkiewicz (1996)
- Vescovo Adam Piotr Bab (1999)